# La Résistance (catch)
Pour les articles homonymes, voir Résistance.
Palmarès
NCW Tag Team Championship (1 fois) – Conway et Grenier 
WWE World Tag Team Championship (4 fois) – René Duprée et Sylvain Grenier (1) et Robért Conway  et Sylvain Grenier (3)
 TOW Tag Team Championship (1 fois) Conway et Grenier
La Résistance était une équipe de catcheurs heel québécois ayant travaillés à la World Wrestling Entertainment. L'équipe était composée de Sylvain Grenier et Rob Conway, et anciennement de René Duprée.

## Carrière
L'équipe a été créé en avril 2003 en tirant profit du sentiment anti-français des américains pendant cette période. René Duprée et Sylvain Grenier étaient les premiers membres. Quand René Duprée fut repêché à SmackDown, Rob Conway le remplaça.
Ils ont été battus par Kane & Rob Van Dam et Goldberg, qui lui aura cassé le drapeau.

## Championnats et accomplissements
- Northern Championship Wrestling
  - 1 fois NCW Champions par Équipe, Conway et Grenier (1)[3]

- World Wrestling Entertainment
  - 4 fois WWE World Tag Team Champions, Duprée et Grenier (1)[4], Conway et Grenier (3)[5],[6],[7]

- Wrestling Observer Newsletter awards
  - Worst Tag Team (2003), Duprée et Grenier[8]